# نايت واريورز: دارك ستاكرز ريفينج
نايت واريورز: دارك ستاكرز ريفينج (بالإنجليزية: Night Warriors: Darkstalkers' Revenge)‏، هي لعبة فيديو قتالية، من تطوير ونشر شركة كابكوم، والتي أصدرتها في الأسواق لأول مرة على صالة الآركيد عام 1995، ثم في عام 1996 على منصتي سيغا ساترن وصالة الآركيد.